# 鈴木厚人
鈴木厚人（日语：／ Suzuki Atsuto ?，1946年10月3日—），日本物理學家，日本學士院會員（院士），專長粒子物理學、微中子物理學。曾任高能加速器研究機構負責人，現任岩手縣立大學校長。紫綬褒章表彰。
鈴木教授是地球內部反微中子的發現者以及微中子地球科學的創始人，因「基礎性地發現與探索微中子震盪，顯示出超越粒子物理學標準模型的新領域」榮獲2016年基礎物理學突破獎。

## 生平與成就
1946年10月3日，鈴木厚人誕生於日本新潟縣，新潟大學理學部畢業，理學博士（東北大學）。
鈴木厚人在KAMIOKANDE、超级神冈探测器（Super-K）服務期間，提議建造世界最大（1000公噸）的微中子液體闪烁体探测器「KamLAND」，並因此於2002年完成世界最初的隔地原子爐觀察微中子震盪現象，進而解開「太陽微中子消失」之謎，以微中子質量平方差確立了微中子振盪的世界最高靈敏度。2005年，領先世界成功測出来源于地球內部的地球中微子，成為「微中子地球科學」的開山始祖。2006年4月開始擔任任高能加速器研究機構負責人。
鈴木是小柴昌俊（東京大學特別榮譽教授、2002年諾貝爾物理學獎得主）的得意門生之一。做為Super-K的主要人員，活躍於微中子實驗觀察領域，特別是在大直徑（20英寸）光电倍增管的開發與製作、超純水製造裝置方面的生產負責工作。在戶塚洋二（東京大學特別榮譽教授、富蘭克林獎章得主）、須田英博的工作當中，是核心人物般的存在。
基於上述的貢獻與成就，鈴木名列講談社特刊「改變日本的天才」之一，被預期能與梶田隆章共同獲得諾貝爾物理學獎。美國《今日物理》雜誌（Physics Today）亦曾於2008年預測，鈴木可望與阿瑟·麥克唐納分享諾貝爾獎。2015年，梶田隆章和阿瑟·麥克唐納獲得諾貝爾物理學獎，但鈴木暫未得獎。

## 經歷
- 1946年（昭和21年）10月3日 - 誕生於新潟縣
- 1969年（昭和44年）3月 - 新潟大學理學部物理學科畢業
- 1974年（昭和49年）
  - 3月 - 東北大學理學研究科博士課程修了　理學博士
  - 11月 - 高能物理學研究所助手
- 1982年（昭和57年）5月 - 東京大學理學部助手
- 1988年（昭和63年）2月 - 高能物理學研究所副教授
- 1992年（平成4年）4月 - 東京大學副教授
- 1993年（平成5年）8月 - 東北大學理學部教授、高能物理學研究所教授（兼任）、東京大學宇宙線研究所（日语：東京大学宇宙線研究所）教授（兼任）
- 1996年（平成8年）4月 - 東北大學理學部泡箱攝影解析施設長
- 1998年（平成10年）4月 - 東北大學理學研究科附属微中子科學研究中心 中心長
- 2002年（平成14年）4月 - 東北大學理學研究科長
- 2005年（平成17年）4月 - 東北大學副校長
- 2006年（平成18年）4月 - 高能加速器研究機構長

## 榮譽
- 1988年　朝日獎
- 1989年　美國天文學會布魯諾·羅西獎
- 1999年　朝日獎
- 2003年　仁科芳雄獎
- 2005年　紫綬褒章
- 2006年　日本学士院奖
- 2007年　布魯諾·彭特克沃獎（俄羅斯）

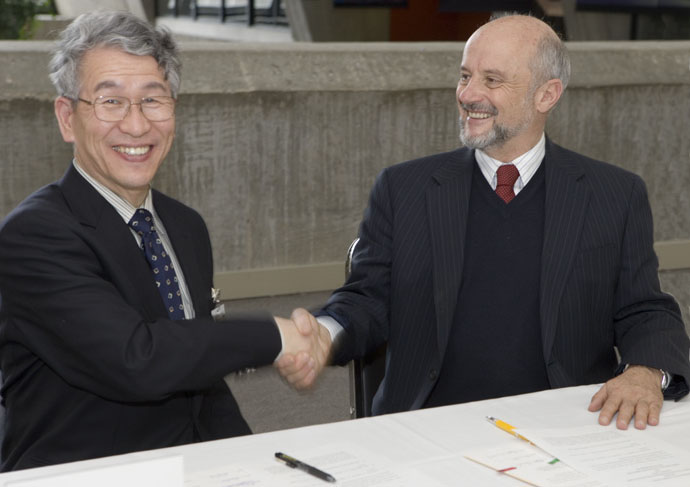
2007年4月，鈴木與费米国立加速器实验室所長Piermaria J Oddone（右）

- 2016年　基礎物理學突破獎（與梶田隆章等）
- 2022年　日本學士院會員（院士）[1]

## 著作
- Physics and Astrophysics of Neutrinos (Springer、1994)
- ニュートリノでめぐる素粒子・宇宙の旅（譯著 Springer、2007）

## 外部連結
- 活躍する泉萩会会員：鈴木 厚人さん（高エネルギー加速器研究機構 機構長）／泉萩会―東北大学理学部物理系同窓会― （页面存档备份，存于）